# Nuestra Señora de los Dolores (La Genovesa)
Nuestra Señora de Los Dolores es una imagen de la Virgen María que se venera en la parroquia matriz de san Agustín de Hipona de la ciudad de Las Palmas de Gran Canaria, popularmente conocida como "la Genovesa" por su procedencia de la ciudad italiana de Génova.

## Reseña histórica
La imagen dolorosa es una antigua talla procedente de Génova, que estuvo en el convento de san Agustín de Las Palmas de Gran Canaria desde 1747 bajo la advocación de Nuestra Señora del Retiro, si bien en un principio fue venerada como una Inmaculada Concepción. La imagen mariana procesionaba el Viernes Santo en la procesión nocturna del retiro que realizaban los agustinos. Habiéndose suspendido la procesión del retiro por orden del obispo fray Valentín Morán, comienza a salir en procesión el Viernes de Dolores por la tarde desde 1781. 
Suspendida esta procesión la imagen mariana salió hasta 1956 en procesión con el Santísimo Cristo de la Vera Cruz y san Juan Evangelista ambas obras de José Luján Pérez en la tarde-noche del Jueves Santo, año en que el obispo de la diócesis de Canarias, Antonio Pildain y Zapiain, acordó refundirla en la procesión magna interparroquial en la tarde-noche del Viernes Santo.
La Virgen procesionaba antiguamente en un paso procesional de pequeñas dimensiones pero entre 1944 y 1945 éste fue sustituido por uno de grandes dimensiones por encargo de la familia Manrique de Lara, familia que ostenta el patronazgo de la imagen y se encarga de los cuidados de la misma.
Originalmente, la Virgen vestía con manto azul marino y saya roja, actualmente va cubierta de ropaje negro, que resalta su pálida encarnadura.
El 27 de julio de 1995, la imagen fue dañada por un incendio provocado accidentalmente por una vela de un feligrés que causó importantes daños a la imagen. Restaurada por un imaginero local, regresó a su retablo el 15 de septiembre de 1996, con un cierto alteramiento de la fisionomía original de la imagen.
En la Semana Santa de Las Palmas de Gran Canaria fue la imagen elegida para salir en el Cartel de la Unión de Hermandades, Cofradías y Patronazgo de Gran Canaria de los años de 1993 y 2010.